# Mimela furvipes
Mimela furvipes är en skalbaggsart som beskrevs av Lin 1990. Mimela furvipes ingår i släktet Mimela och familjen Rutelidae. Inga underarter finns listade i Catalogue of Life.